# Románia a 2006. évi téli olimpiai játékokon
Románia az olaszországi Torinóban megrendezett 2006. évi téli olimpiai játékok egyik részt vevő nemzete volt. Az országot az olimpián 8 sportágban 25 sportoló képviselte, akik érmet nem szereztek.

## Alpesisí
Férfi
| Versenyző         | Versenyszám | Eredmény | Helyezés |
| ----------------- | ----------- | -------- | -------- |
| Florentin Nicolae | Lesiklás    | 2:00,93  | 53.      |

| Versenyző         | Versenyszám | Lesiklás | Lesiklás | Műlesiklás | Műlesiklás | Műlesiklás | Műlesiklás | Műlesiklás | Műlesiklás | Összesítés | Összesítés |
| Versenyző         | Versenyszám | Lesiklás | Lesiklás | 1. futam   | 1. futam   | 2. futam   | 2. futam   | Össz.      | Össz.      | Összesítés | Összesítés |
| Versenyző         | Versenyszám | Idő      | Hely.    | Idő        | Hely.      | Idő        | Hely.      | Idő        | Hely.      | Idő        | Helyezés   |
| ----------------- | ----------- | -------- | -------- | ---------- | ---------- | ---------- | ---------- | ---------- | ---------- | ---------- | ---------- |
| Florentin Nicolae | Összetett   | 1:45,81  | 51.*     | 53,39      | 40.        | 52,69      | 32.        | 1:46,08    | 34.        | 3:31,89    | 35.        |

Női
| Versenyző    | Versenyszám      | 1. futam | 1. futam | 2. futam      | 2. futam      | Összesítés | Összesítés |
| Versenyző    | Versenyszám      | Idő      | Hely.    | Idő           | Hely.         | Idő        | Helyezés   |
| ------------ | ---------------- | -------- | -------- | ------------- | ------------- | ---------- | ---------- |
| Bianca Narea | Óriás-műlesiklás | 1:10,89  | 47.      | nem ért célba | nem ért célba | kiesett    | kiesett    |

* - egy másik versenyzővel azonos időt ért el

## Biatlon
Férfi
| Versenyző   | Versenyszám  | Lövőhiba    | Időeredmény | Helyezés |
| ----------- | ------------ | ----------- | ----------- | -------- |
| Marian Blaj | 10 km sprint | 4 (4+0)     | 30:44,4     | 76.      |
| Marian Blaj | 20 km egyéni | 6 (0+3+2+1) | 1:02:38,8   | 65.      |

Női
| Versenyző                                                              | Versenyszám         | Lövőhiba    | Időeredmény | Helyezés   |
| ---------------------------------------------------------------------- | ------------------- | ----------- | ----------- | ---------- |
| Dana Plotogea-Cojocea                                                  | 7,5 km sprint       | 1 (0+1)     | 25:01,7     | 48.        |
| Dana Plotogea-Cojocea                                                  | 10 km üldözőverseny | 3 (1+0+0+2) | 43:11,0     | 33.        |
| Dana Plotogea-Cojocea                                                  | 15 km egyéni        | 7 (2+1+2+2) | 1:00:45,5   | 72.        |
| Mihaela Purdea                                                         | 7,5 km sprint       | 4 (1+3)     | 27:32,7     | 77.        |
| Mihaela Purdea                                                         | 15 km egyéni        | 7 (3+2+2+0) | 1:02:11,5   | 75.        |
| Alexandra Rusu-Stoian                                                  | 7,5 km sprint       | 0 (0+0)     | 24:52,5     | 45.        |
| Alexandra Rusu-Stoian                                                  | 10 km üldözőverseny | 4 (2+0+0+2) | lekörözték  | lekörözték |
| Alexandra Rusu-Stoian                                                  | 15 km egyéni        | 5 (1+3+0+1) | 1:00:13,7   | 68.        |
| Tófalvi Éva                                                            | 7,5 km sprint       | 4 (1+3)     | 26:38,3     | 70.        |
| Tófalvi Éva                                                            | 15 km egyéni        | 2 (0+1+0+1) | 53:04,3     | 19.        |
| Dana Plotogea-Cojocea Tófalvi Éva Mihaela Purdea Alexandra Rusu-Stoian | 4 × 6 km váltó      | 3+18        | 1:25:13,3   | 14.        |

## Bob
Férfi
| Versenyző                                                    | Versenyszám | 1. futam | 1. futam | 2. futam | 2. futam | 3. futam | 3. futam | 4. futam | 4. futam | Összesítés | Összesítés |
| Versenyző                                                    | Versenyszám | Idő      | Hely.    | Idő      | Hely.    | Idő      | Hely.    | Idő      | Hely.    | Idő        | Helyezés   |
| ------------------------------------------------------------ | ----------- | -------- | -------- | -------- | -------- | -------- | -------- | -------- | -------- | ---------- | ---------- |
| Nicolae Istrate Adrian Duminicel                             | Kettes      | 56,82    | 25.      | 56,90    | 24.      | 57,65    | 25.      | kiesett  | kiesett  | 2:51,37    | 24.        |
| Mihai Iliescu Bartha Levente Gábriel                         | Kettes      | 57,22    | 27.      | 57,09    | 26.      | 57,63    | 24.      | kiesett  | kiesett  | 2:51,94    | 26.        |
| Nicolae Istrate Adrian Duminicel Gabriel Popa Ioan Dovalciuc | Négyes      | 56,61    | 22.      | 56,70    | 23.      | 56,41    | 22.      | kiesett  | kiesett  | 2:49,72    | 22.        |

## Gyorskorcsolya
Férfi
| Versenyző      | Versenyszám | 1. futam | 1. futam | 2. futam | 2. futam | Eredmény | Helyezés |
| Versenyző      | Versenyszám | Idő      | Hely.    | Idő      | Hely.    | Eredmény | Helyezés |
| -------------- | ----------- | -------- | -------- | -------- | -------- | -------- | -------- |
| Claudiu Grozea | 5000 m      |          |          |          |          | 6:50,29  | 26.      |

Női
| Versenyző      | Versenyszám | 1. futam | 1. futam | 2. futam | 2. futam | Eredmény | Helyezés |
| Versenyző      | Versenyszám | Idő      | Hely.    | Idő      | Hely.    | Eredmény | Helyezés |
| -------------- | ----------- | -------- | -------- | -------- | -------- | -------- | -------- |
| Daniela Oltean | 1000 m      |          |          |          |          | 1:21,70  | 35.      |
| Daniela Oltean | 1500 m      |          |          |          |          | 2:09,24  | 35.      |
| Daniela Oltean | 3000 m      |          |          |          |          | 4:23,34  | 26.      |

## Műkorcsolya
| Versenyző       | Versenyszám  | Rövid program | Rövid program | Kűr     | Kűr     | Összesítés | Összesítés |
| Versenyző       | Versenyszám  | Pont          | Hely.         | Pont    | Hely.   | Pont       | Helyezés   |
| --------------- | ------------ | ------------- | ------------- | ------- | ------- | ---------- | ---------- |
| Gheorghe Chiper | Férfi egyéni | 67,66         | 9.            | 118,53  | 17.     | 186,19     | 14.        |
| Roxana Luca     | Női egyéni   | 39,37         | 26.           | kiesett | kiesett | kiesett    | kiesett    |

## Rövidpályás gyorskorcsolya
Női
| Versenyző      | Versenyszám | Előfutam | Előfutam | Negyeddöntő | Negyeddöntő | Elődöntő | Elődöntő | B döntő | B döntő | Döntő   | Döntő   | Helyezés |
| Versenyző      | Versenyszám | Idő      | Hely.    | Idő         | Hely.       | Idő      | Hely.    | Idő     | Hely.   | Idő     | Hely.   | Helyezés |
| -------------- | ----------- | -------- | -------- | ----------- | ----------- | -------- | -------- | ------- | ------- | ------- | ------- | -------- |
| Kristó Katalin | 500 m       | 46,531   | 4.       | kiesett     | kiesett     | kiesett  | kiesett  | kiesett | kiesett | kiesett | kiesett | 23.      |
| Kristó Katalin | 1000 m      | 1:34,506 | 4.       | kiesett     | kiesett     | kiesett  | kiesett  | kiesett | kiesett | kiesett | kiesett | 22.      |
| Kristó Katalin | 1500 m      | 2:31,705 | 4.       |             |             | kiesett  | kiesett  | kiesett | kiesett | kiesett | kiesett | 18.      |

## Sífutás
Férfi
| Versenyző                   | Versenyszám  | Selejtező | Selejtező | Negyeddöntő | Negyeddöntő | Elődöntő | Elődöntő | B döntő | B döntő | Döntő     | Döntő    |
| Versenyző                   | Versenyszám  | Idő       | Hely.     | Idő         | Hely.       | Idő      | Hely.    | Idő     | Hely.   | Idő       | Helyezés |
| --------------------------- | ------------ | --------- | --------- | ----------- | ----------- | -------- | -------- | ------- | ------- | --------- | -------- |
| Antal Zsolt                 | Sprint       | 2:29,40   | 65.       | kiesett     | kiesett     | kiesett  | kiesett  | kiesett | kiesett | kiesett   | 65.      |
| Antal Zsolt                 | 15 km        |           |           |             |             |          |          |         |         | 43:10,0   | 61.      |
| Antal Zsolt                 | 30 km        |           |           |             |             |          |          |         |         | 1:22:29,8 | 47.      |
| Antal Zsolt                 | 50 km        |           |           |             |             |          |          |         |         | 2:10:06,7 | 46.      |
| Mihai Galiceanu             | Sprint       | 2:31,43   | 69.       | kiesett     | kiesett     | kiesett  | kiesett  | kiesett | kiesett | kiesett   | 69.      |
| Mihai Galiceanu             | 15 km        |           |           |             |             |          |          |         |         | 44:52,0   | 72.      |
| Mihai Galiceanu             | 30 km        |           |           |             |             |          |          |         |         | 1:26:31,8 | 63.      |
| Antal Zsolt Mihai Galiceanu | Csapatsprint | 19:04,3   | 11.       |             |             |          |          |         |         | kiesett   | 20.      |

Női
| Versenyző     | Versenyszám | Selejtező | Selejtező | Negyeddöntő | Negyeddöntő | Elődöntő | Elődöntő | B döntő | B döntő | Döntő     | Döntő    |
| Versenyző     | Versenyszám | Idő       | Hely.     | Idő         | Hely.       | Idő      | Hely.    | Idő     | Hely.   | Idő       | Helyezés |
| ------------- | ----------- | --------- | --------- | ----------- | ----------- | -------- | -------- | ------- | ------- | --------- | -------- |
| György Mónika | Sprint      | 2:27,53   | 59.       | kiesett     | kiesett     | kiesett  | kiesett  | kiesett | kiesett | kiesett   | 59.      |
| György Mónika | 10 km       |           |           |             |             |          |          |         |         | 32:44,0   | 60.      |
| György Mónika | 15 km       |           |           |             |             |          |          |         |         | 50:15,3   | 59.      |
| György Mónika | 30 km       |           |           |             |             |          |          |         |         | 1:35:25,4 | 50.      |

## Szánkó
| Versenyző                   | Versenyszám | 1. futam | 1. futam | 2. futam | 2. futam | 3. futam | 3. futam | 4. futam | 4. futam | Összesítés | Összesítés |
| Versenyző                   | Versenyszám | Idő      | Hely.    | Idő      | Hely.    | Idő      | Hely.    | Idő      | Hely.    | Idő        | Helyezés   |
| --------------------------- | ----------- | -------- | -------- | -------- | -------- | -------- | -------- | -------- | -------- | ---------- | ---------- |
| Eugen Radu Marian Lazarescu | Kettes      | 49,526   | 17.      | 48,357   | 15.      |          |          |          |          | 1:37,883   | 15.        |
| Cosmin Chetroiu Ionuț Țăran | Kettes      | 48,625   | 14.      | 50,968   | 18.      |          |          |          |          | 1:39,593   | 18.        |